# Besmont
Besmont är en kommun i departementet Aisne i regionen Hauts-de-France i norra Frankrike. Kommunen ligger  i kantonen Aubenton som ligger i arrondissementet Vervins. År 2022 hade Besmont 137 invånare.

## Befolkningsutveckling
Antalet invånare i kommunen Besmont
Referens: INSEE